# کلپشتوک ۹۳۴۴
سیارک ۹۳۴۴ (به انگلیسی: 9344 Klopstock، نامگذاری:1991RB4) نه هزار و سیصد و چهل و چهارمین سیارک کشف شده‌است که در ۱۲ سپتامبر ۱۹۹۱ کشف شد.
قدر مطلق سیارک برابر ۱۴٫۳۰ است.